# Anne Schleper
Anne Kathryn Schleper (* 30. Januar 1990 in St. Cloud, Minnesota) ist eine ehemalige US-amerikanische Eishockeyspielerin. Schleper war von 2008 bis 2015 Mitglied der Frauen-Eishockeynationalmannschaft der Vereinigten Staaten und ist mehrfache Weltmeisterin.

## Karriere
Schleper besuchte während ihrer Highschool-Zeit zwischen 2004 und 2008 die St. Cloud Cathedral High School in ihrer Geburtsstadt St. Cloud im Bundesstaat Minnesota. Zum Abschluss selbiger nahm sie mit der U18-Auswahl des US-amerikanischen Eishockeyverbandes USA Hockey an der erstmals ausgerichteten U18-Frauen-Weltmeisterschaft 2008. Dort gewann sie mit dem Team den Weltmeistertitel, woran die Verteidigerin großen Anteil hatte.
Im Anschluss an diesen Erfolg zog es Schleper aufgrund ihres Studiums an die University of Minnesota, mit deren Eishockeymannschaft sie in der Western Collegiate Hockey Association, einer Division im Spielbetrieb der National Collegiate Athletic Association, aktiv war. Im Winter 2008 wurde die damals 18-Jährige auch erstmals in die Frauen-Eishockeynationalmannschaft der Vereinigten Staaten berufen und debütierte beim 4 Nations Cup 2008. Dennoch legte die Abwehrspielerin ihr Hauptaugenmerk zunächst auf ihr Studium und die Aktivitäten am College. So wurde sie nach ihrer zweiten Saison zur besten Defensivspielerin der WCHA gewählt. Am Ende der Saison 2010/11 bestritt sie schließlich mit der Weltmeisterschaft 2011 ihre ersten Welttitelkämpfe. Auch dort schloss sie das Turnier mit dem Gewinn der Goldmedaille ab.
In der Folge blieb Schleper weiter erfolgreich und sicherte sich neben dem Abschluss ihres Studiums zusätzlich die nationale Collegemeisterschaft der NCAA mit dem Universitätsteam. Davon gefolgt war der Gewinn der Silbermedaille bei der Weltmeisterschaft 2012. Nach dem Verlassen der Universität wechselte die Defensivspielerin in die Canadian Women’s Hockey League, wo sie die Saison 2012/13 bei den Boston Blades verbrachte, mit denen sie den Clarkson Cup errang. Ebenso sicherte sie sich bei der Weltmeisterschaft 2013 ihre zweite Goldmedaille und ließ sich daraufhin von USA Hockey rekrutieren, damit sie sich gezielt auf die bevorstehenden Olympischen Winterspiele 2014 in Sotschi vorbereiten konnte. Von den Olympischen Spielen kam Schleper mit der Silbermedaille zurück.
Die Verteidigerin spielte in den folgenden zwei Jahren lediglich bei den ligaunabhängigen Minnesota Whitecaps, um in Form zu bleiben. Zusätzlich absolvierte sie die Weltmeisterschaft 2015, die sie erneut mit dem Gewinn selbiger abschloss. Im Rahmen der Spielzeit 2016/17 kehrte Schleper noch einmal in den Ligaspielbetrieb zurück und bestritt sechs Partien für die Buffalo Beauts aus der National Women’s Hockey League. Im Februar 2017 erklärte sie zwei Wochen nach ihrem 27. Geburtstag und während der laufenden Saison ihren Rückzug vom aktiven Sport.

## Erfolge und Auszeichnungen
- 2010 WCHA Defensive Player of the Year
- 2012 WCHA-Meisterschaft mit der University of Minnesota
- 2012 NCAA-Division-I-Championship mit der University of Minnesota
- 2013 Clarkson-Cup-Gewinn mit den Boston Blades

### International
| - 2008 Goldmedaille bei der U18-Frauen-Weltmeisterschaft - 2011 Goldmedaille bei der Weltmeisterschaft - 2012 Silbermedaille bei der Weltmeisterschaft - 2013 Goldmedaille bei der Weltmeisterschaft | - 2014 Silbermedaille bei den Olympischen Winterspielen - 2015 Goldmedaille bei der Weltmeisterschaft - 2015 Beste Vorlagengeberin der Weltmeisterschaft (gemeinsam mit Brianna Decker und Monique Lamoureux) |

## Karrierestatistik

### International
Vertrat die USA bei:
| - U18-Frauen-Weltmeisterschaft 2008 - Weltmeisterschaft 2011 - Weltmeisterschaft 2012 | - Weltmeisterschaft 2013 - Olympischen Winterspielen 2014 - Weltmeisterschaft 2015 |

(Legende zur Spielerstatistik: Sp oder GP = absolvierte Spiele; T oder G = erzielte Tore; V oder A = erzielte Assists; Pkt oder Pts = erzielte Scorerpunkte; SM oder PIM = erhaltene Strafminuten; +/− = Plus/Minus-Bilanz; PP = erzielte Überzahltore; SH = erzielte Unterzahltore; GW = erzielte Siegtore; 1 Play-downs/Relegation; Kursiv: Statistik nicht vollständig)

## Familie
Schleper ist seit Januar 2017 mit dem professionellen Baseballspieler Denard Span aus der Major League Baseball verheiratet. Im Oktober desselben Jahres brachte sie ihr erstes gemeinsames Kind, einen Sohn, zur Welt.